# Joanna Russ
Joanna Russ (Nova Iorque, 22 de fevereiro de 1937 – Tucson, 29 de abril de 2011) foi uma escritora, professora e feminista norte-americana. Tem trabalhos publicados nas áreas da ficção científica, fantasia e de crítica literária e feminista. Sua obra mais famosa é The Female Man (inédito em português), um livro que combina sátira e utopia.
Joanna se declarava uma feminista socialista, com particular admiração pelos trabalhos e teorias de Clara Fraser. É normalmente descrita como destemida, incisiva, uma pessoal radical, cujos escritos são caracterizadas pela raiva e amargura.

## Biografia
Joanna nasceu no Bronx, na cidade de Nova York. Filha de Evarett I. e Bertha (antes Zinner) Russ, ambos professores, começou a criar trabalhos de ficção ainda muito jovem. Ao longo dos anos encheu diversos cadernos com histórias, poemas, quadrinhos e ilustrações, normalmente costurando-os em brochuras manuais.
Formou-se no ensino médio pela William Howard Taft High School e foi selecionada como uma das dez melhores alunas pelo Westinghouse Science Talent Search. Formou-se na Universidade Cornell, onde estudou com Vladimir Nabokov, em 1957. Obteve seu mestrado na Escola de Drama de Yale, tendo lecionado em diversas universidades, inclusive Cornell. Foi professora titular da Universidade de Washington.

### Morte
Em seus últimos anos, Joanna publicou pouco devido à dor crônica, problemas de coluna e fadiga extrema. Em 27 de abril, Joanna deu entrada em uma clínica após uma série de AVCs. Joanna faleceu em 29 de abril de 2011, aos 74 anos.

## Ficção e outros trabalhos
Joanna começou a ficar conhecida na ficção científica no final dos anos 1960 com seu livro premiado Picnic on Paradise. Em uma época em que a ficção científica era dominada por escritores homens, com uma audiência predominantemente masculina, Joanna começou a galgar status e prêmios. Lésbica, foi uma das maiores escritoras a desafiar a dominância no gênero, sendo reconhecida como uma das pioneiras na área de ficção científica feminista.
Foi uma das primeiras escritoras dentro da comunidade de ficção científica a analisar, seriamente, os impactos e implicações culturais e literárias do gênero. É normalmente associada ao movimento New Wave da ficção científica. Publicou mais de 50 contos ao longo da carreira, além de livros e ensaios.
Joanna também foi autora de peças de teatro, ensaísta, autora de diversos trabalhos de não-ficção, normalmente críticas literárias e teoria feminista, incluindo os ensaios Magic Mommas, Trembling Sisters, Puritans & Perverts; How to Suppress Women's Writing; e o conhecido livro sobre estudos do feminismo moderno What Are We Fighting For?. Tanto a ficção quanto a não-ficção eram para Joanna Russ formas de envolver a teoria com o mundo real; em particular The Female Man, que pode ser lido tanto pelo viés teórico quanto ficcional. O conto "When It Changed", que se tornou parte do livro, explora as restrições de gênero e pergunta se o gênero é necessário em uma sociedade.
Sua escrita é caracterizada por uma irritação envelopada com humor e ironia. James Tiptree Jr, em uma carta para Joanna, escreveu:
| “ | Você imagina que qualquer um com metade de um neurônio funcional pode ler o seu trabalho e não ter os dedos fumegando de raiva amarga, com múltiplas camadas nele? Cheira e arde como um vulcão mortal enterrado por tanto tempo, que está apenas começando a se perguntar se ele explodir. | ” |

Em uma carta para Susan Koppelman, Joanna pergunta a uma jovem crítica feminista "onde está a raiva dela?" E acrescenta: "Acho que a partir de agora, eu não vou confiar em ninguém que não está com raiva".
Por cerca de 15 anos, ela foi uma influente colunista para The Magazine of Fantasy & Science Fiction, mas ela deixou de ser atuante no fandom de ficção científica em seus últimos anos, tendo sido uma de suas últimas entrevistas feita por seu amigo de longa data Samuel Delany.
Seu primeiro conto de ficção científica foi publicado em 1959 e chamava-se "Nor Custom Stale". Vários de seus trabalhos foram premiados ou finalistas de prêmios de prestígio. "Souls" (1982), foi vencedor do Prémio Hugo. "When It Changed" (1972) foi ganhador do Prémio Nebula e do Tiptree Award. Seus trabalhos, ao todo, receberam 9 indicações ao Nebula, três ao Hugo, e seus ensaios e críticas literárias foram reconhecidas com o Pilgrim Award, em 1988.

### Pornografia
Normalmente considerada uma escritora de ficção científica, Joanna escreveu sobre pornografia e fez importantes contribuições para o pensamento feminista a respeito de pornografia e sexualidade. Escreveu vários ensaios a respeito, como "Pornography by Women, for Women, with Love" (1985), "Pornography and the Doubleness of Sex for Women", e "Being Against Pornography".
Joanna considerava a pornografia um assunto feminista. Em "Being Against Pornography", ela diz que ver pornografia é como ver o mal que assola a sociedade, chamando-a de "uma essência monolítica, facilmente reconhecível, unicamente perversa e, ao mesmo tempo, uma fantasia comercial, disponível, explícita e sexual". Joanna também tratava de sexualidade feminina em geral e em como o pornô impede as mulheres de se expressarem sexualmente.

## Críticas
No final dos anos 60 e começo dos anos 70 marcam o início das discussões feministas dentro do gênero de ficção científica, com Joanna encabeçando o movimento, contribuindo com muitos ensaios sobre feminismo e ficção científica, que foram publicados em jornais universitários e na Science Fiction Studies. Joanna escreveu 25 resenhas para a Magazine of Fantasy and Science Fiction.
Conhecida como direta e destemida, Joanna era considerada revolucionária por seus posicionamentos e críticas dentro da ficção científica. Ela criticou o livro de 1969 de Ursula K. Le Guin, A Mão Esquerda da Escuridão, argumentando que o machismo dentro da ficção era tão comum e praticado, que ele aparecia até mesmo nos livros escritos por mulheres e que o livro de Le Guin representava esses estereótipos. Mas Joanna tinha noção das pressões e dificuldades dentro da escrita, sabendo por seu próprio trabalho. Ela sentia que a ficção científica dava aos leitores algo que eles não conseguiriam facilmente em outro lugar. Ciência tinha que ser precisa e séria.
Joanna insistia nas qualidades únicas da ficção científica, sustentando que o gênero compartilhava de certas qualidades com a arte e flexibilidade em comparação com outras formas de escrita. A ela interessa demonstrar as potencialidades únicas de escritoras de ficção científica.
| “ | A tarefa mais difícil do crítico é definir padrões. | ” |

Suas resenhas e artigos eram sempre agressivos, irritados e Joanna foi atacada por suas análises sobre o livro Lord Foul's Bane (1977), de Stephen R. Donaldson e The Grey Mane of Morning (1977), de Joy Chant. Com o tempo, ela lamentou as palavras tão duras e a franqueza de suas críticas.

## Obras
| Livros - Picnic on Paradise (1968) - And Chaos Died (1970) - The Female Man (1975) - We Who Are About To... (1977) - The Two of Them (1978) - On Strike Against God (1980) (novella) Coleção de contos - The Adventures of Alyx (1976) (includes Picnic on Paradise) - The Zanzibar Cat (1983) - Extra(ordinary) People (1985) - The Hidden Side of the Moon (1987) | Livro infantil - Kittatinny: A Tale of Magic (1978) Peça - "Window Dressing" in The New Women's Theatre edited by Honor Moore. New York, Random House (1977) Não-ficçãoensaios e coleções - Speculations on the Subjunctivity of Science Fiction (1973) - Somebody's Trying to Kill Me and I Think It's My Husband: The Modern Gothic (1973) - How to Suppress Women's Writing (1983) - Magic Mommas, Trembling Sisters, Puritans and Perverts: Feminist Essays (1985) - To Write Like a Woman (1995) - What Are We Fighting For?: Sex, Race, Class, and the Future of Feminism (1997) - The Country You Have Never Seen: Essays and Reviews (2007) |